# Ерміс (футбольний клуб)
Футбольний клуб «Ерміс» (грец. Ερμής Αραδίππου) — кіпрський футбольний клуб з міста Арадіппу. Утворений 1958 року. Домашні матчі проводить на стадіоні «Арадіппу». Кольори клубу — червоні.

## Досягнення
- Переможець Другого дивізіону (3) : 1982/83, 1984/85, 2008/09
- Фіналіст Кубка Кіпру (1) : 2013/14
- Володар Суперкубка Кіпру (1) : 2014